# They единственного числа

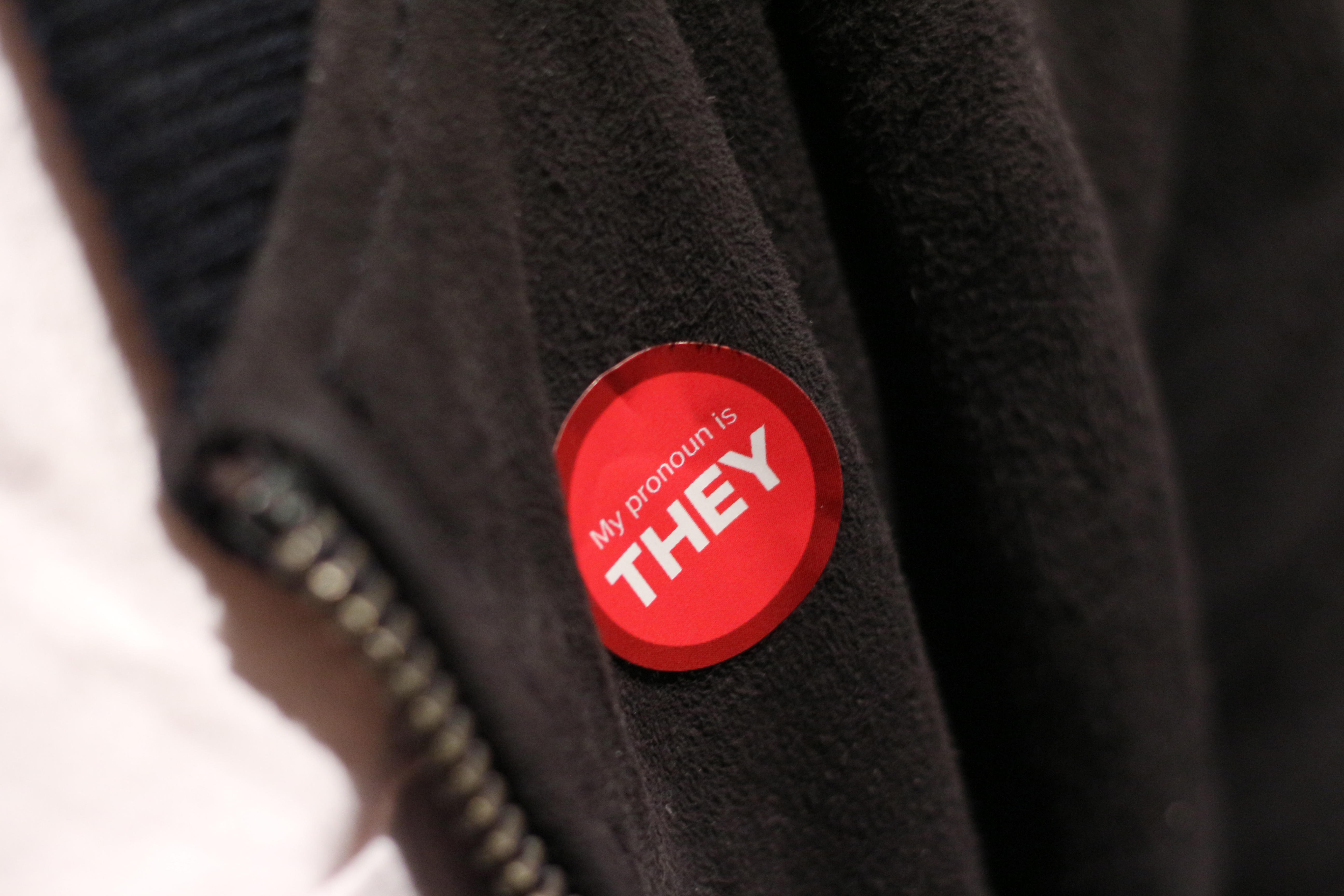
Наклейка «моё местоимение — they».

They единственного числа (англ. singular they) — характерное для английского языка универсальное анафорическое местоимение третьего лица, используемое для обозначения одушевлённого существительного единственного числа, чей мужской или женский род неизвестен, не имеет значения или намеренно избегается. They единственного числа и его производные формы — them, their, theirs, themself и themselves — обычно возникают в английском языке вместе с неопределённым антецедентом, например: «Somebody left their book here» («Кто-то оставил здесь свою книгу»).

## История
В английском языке нет собственного оригинального гендерно-нейтрального местоимения. Местоимение they множественного числа пришло в английский язык из скандинавских языков после завоевания датскими викингами восточной Британии, вытеснив древнеанглийское hi и соответствующие формы heo и hira. They единственного числа как эпиценовое (гендерно-нейтральное) местоимение начало употребляться в английской литературе с XIV века; Оксфордский словарь английского языка относил его первое употребление в литературе к 1375 году — это был перевод на староанглийский язык французского рыцарского романа в стихах «Гийом Палермский». Оно встречается в текстах Библии короля Якова и в произведениях классической английской литературы, например, сонетах Шекспира.
В XVII—XVIII веках грамматика английского языка подверглась пересмотру под сильным влиянием классической латыни. Филологи-прескриптивисты этого времени требовали, чтобы местоимение согласовывалось с антецедентом в грамматическом числе, и настаивали на том, чтобы использовать в случаях гендерной неопределённости местоимение единственного числа мужского рода he («он») и соответствующие формы. Такое правило устанавливала, например, «Новая английская грамматика» Кирби 1746 года. Этот принцип сохранялся в официальных языковых нормах XIX и XX веков — составители учебников и книг по грамматике рекомендовали анафорическое he как грамматически правильный вариант, охватывающий и женский род, тогда как they единственного числа считалось неточным и разговорным, а формулировки типа he or she — неудобными. Британский парламент специальным «Актом о толковании норм права» 1850 года закрепил принцип «мужской род включает в себя и женский» применительно к текстам законов. В то же время they единственного числа продолжало присутствовать в прессе и литературе, например, в «Гордости и предубеждении» Джейн Остин.
В конце XX века на смену анафорическому he пришли конструкции наподобие he or she («он или она») или s/he («он/а») для большей репрезентативности участия женщин в жизни современного на тот момент общества. Эти конструкции оказались неудобными, и вместо перехода на них произошёл неформальный возврат к широкому употреблению анафорического they единственного числа, подтверждённый данными корпусных исследований. В 2017 году Чикагское руководство по стилю (CMOS) формулировало свою позицию в отношении they единственного числа следующим образом: оно «не запрещает» использовать they единственного числа вместо анафорического he, но рекомендует избегать его использования в такой функции. Ассоциация современного языка Америки (MLA) в 2020 году отмечала, что использование анафорического they единственного числа «до недавнего времени» в научном и других официальных стилях считалось нежелательным, но в настоящее время можно поддержать его использование в этом качестве — так, чтобы пишущий мог избегать нежелательных допущений, касающихся гендера. Американская психологическая ассоциация (APA) в 2019 году в разделе 4.18 своего Руководства по публикациям одобрила и поддержала использование they единственного числа как универсального местоимения третьего лица. В то же время, например, руководство ООН по учёту гендерной специфики в устной и письменной речи для английского языка допускает they единственного числа в неофициальной переписке, но предписывает избегать его в официальных документах.

## Современность
В начале XXI века местоимение they единственного числа также начали использовать в новой специфической роли — как местоимение для людей с небинарной гендерной идентичностью, не идентифицирующих себя ни как мужчины, ни как женщины. Те же самые Чикагское руководство по стилю и Ассоциация современного языка подтверждали использование they единственного числа именно в таком значении как рекомендуемое и желательное. Именно в этом значении they единственного числа было выбрано «Словом года» в 2015 году Американским диалектологическим обществом и в 2019 году — Merriam-Webster. В 2020 году Американское диалектологическое общество также назвало they единственного числа главным словом десятилетия, то есть 2010-х годов.